# 가톨릭 랭스 대교구

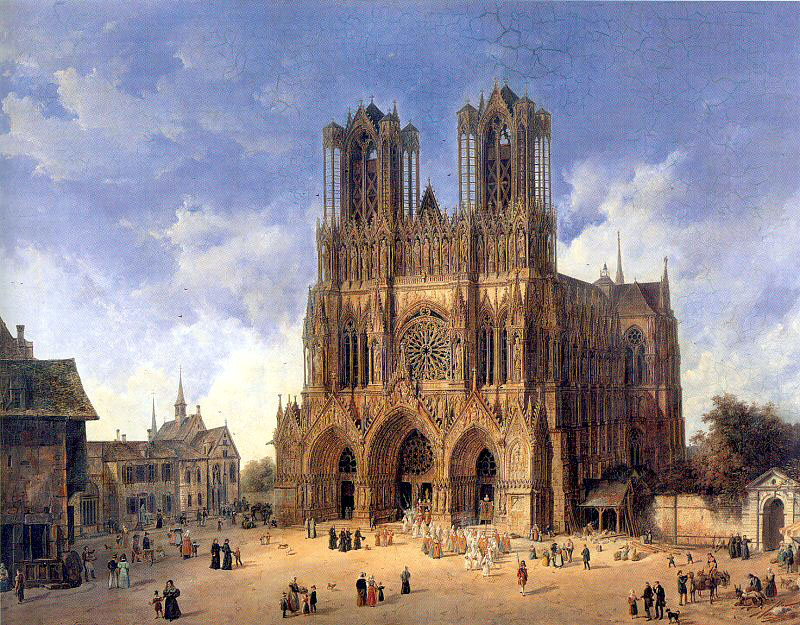

랭스 대교구(라틴어: Archidioecesis Remensis)는 프랑스의 로마 가톨릭교회 대교구이다. 250년경 성 식스토에 의해 랭스에 교구가 설립된 것이 시초이며, 750년경에 대교구로 승격되었다.
1023년 당시 랭스 대교구장이었던 에블레가 랭스 백작 작위를 받으면서 군주형 주교가 되었다. 이 작위는 1060년부터 1170년까지 유지되다가 폐지되었다.

## 같이 보기
- 프랑스의 로마 가톨릭교회